# K.u.k. Husarenregiment „Ferdinand I. König der Bulgaren“ Nr. 11

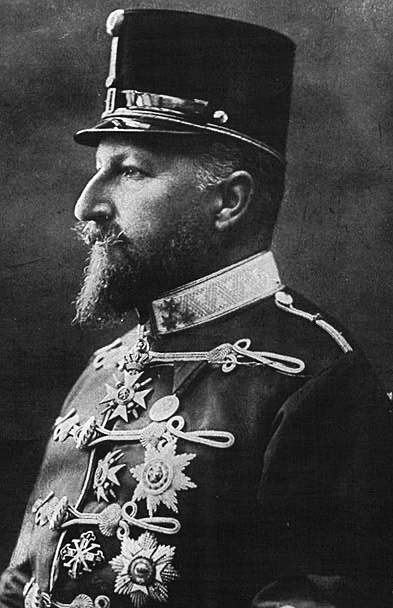
Der Regimentsinhaber, König Ferdinand I. als General der Kavallerie in der Inhaberuniform

Das Husarenregiment „Ferdinand I. König der Bulgaren“ Nr. 11 war als Österreichisch-Habsburgischer Kavallerieverband aufgestellt worden. Die Einheit existierte danach in der k.k. bzw. Gemeinsamen Armee innerhalb der Österreichisch-Ungarischen Landstreitkräfte bis zur Auflösung 1918.

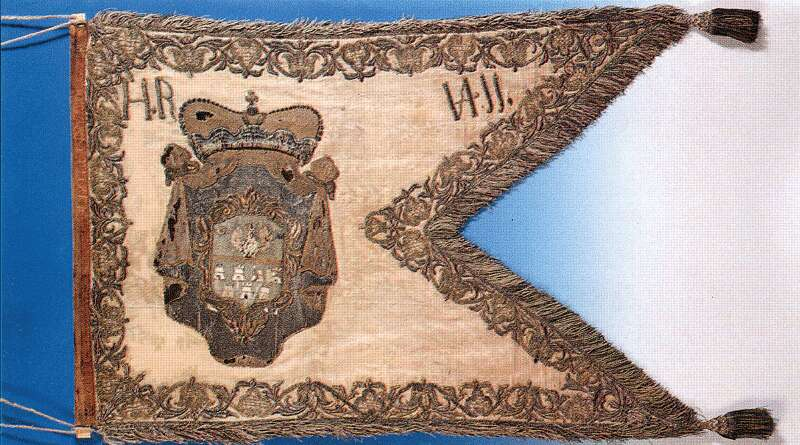
Fahne des Székler Grenz-Husarenregiment circa 1765

Bei der Aufstellung einer Kavallerie-Rangliste im Jahre 1769 erhielt der Verband die Bezeichnung Cavallerie-Regiment Nr. 47  zugewiesen.
Alle Ehrennamen der Regimenter wurden im Jahre 1915 ersatzlos gestrichen. Das Regiment sollte von da an nur noch „Husarenregiment Nr. 11“ heißen. (Dies ließ sich jedoch im allgemeinen Sprachgebrauch nicht durchsetzen, einerseits weil sich niemand daran hielt, andererseits hatte die sparsame k.u.k. Militäradministratur verfügt, zuerst alle vorhandenen Stempel und Formulare aufzubrauchen.)

## Status und Verbandszugehörigkeit 1914
IV. Korps – 6. Kavallerie-Truppendivision – 14. Kavalleriebrigade
Nationalitäten: 96 % Magyaren – 4 % Sonstige
Uniform: Egalisierungsfarbe am Tschako aschgrau, Attila dunkelblau mit weißen Oliven
Kommandant: Oberst Alexander Szivó de Bunya

## Errichtung
- 1762 als siebenbürgisches Szekler Grenz-Husarenregiment zu acht Eskadronen aufgestellt
- 1769 wurde dem Regiment die Kavallerie-Ranglistennummer 47 zugeteilt
- 1798 erhält der Verband die Husaren-Stammtruppennummer 11
- 1851 Anlässlich der Auflassung des Militär-Grenz-Institutes im Januar wurde die Einheit unter Beibehaltung der Nr. 11 in ein Linienhusaren-Regiment umgewandelt
- 1860 löste man die 3. Division auf, das Personal wurde im Regiment verteilt, eine kleinere Mannschaft an das Freiwilligen-Husarenregiment Nr. 2 abgegeben

### Ergänzungen
- Als National-Grenzregiment erfolgten die Ergänzungen aus den Szekler-Distrikten Háromszék, Csík, Aranyos und dem Hunyader Komitat.
- 1770 wurde das Gebiet durch einige früher zum Walachischen Dragonerregiment gehörende Distrikte vergrößert.
- 1853 Banat (Kikinda)
- 1857–60 auch Temesvár
- 1860–67 Szegedin
- 1867–73 Szatmár und Nyíregyháza
- bis 1883 Losoncz und Gran
- 1883–89 Komorn, Gran, Pressburg danach aus dem Bereich des V. Korps – (Pressburg)

## Friedensgarnisonen
Als siebenbürgisches Szekler Grenz-Husarenregiment
- Sepsi-Szent-György

Als Linien-Husarenregiment
- 1851 Gródek
- 1852 Zolkiew
- 1854–59 Tarnopol
- 1859 Bruck an der Leitha
- 1860 Klagenfurt
- 1863 Udine und Pordenone
- 1866 Vicenza, nach dem Feldzug Brandeis
- 1869 Saaz
- 1878 Raab
- 1884 Wien
- 1889 Steinamanger
- 1914 Stab, I. Div: Landshut (Galizien) – II. Div: Przemysl

## Regimentsinhaber

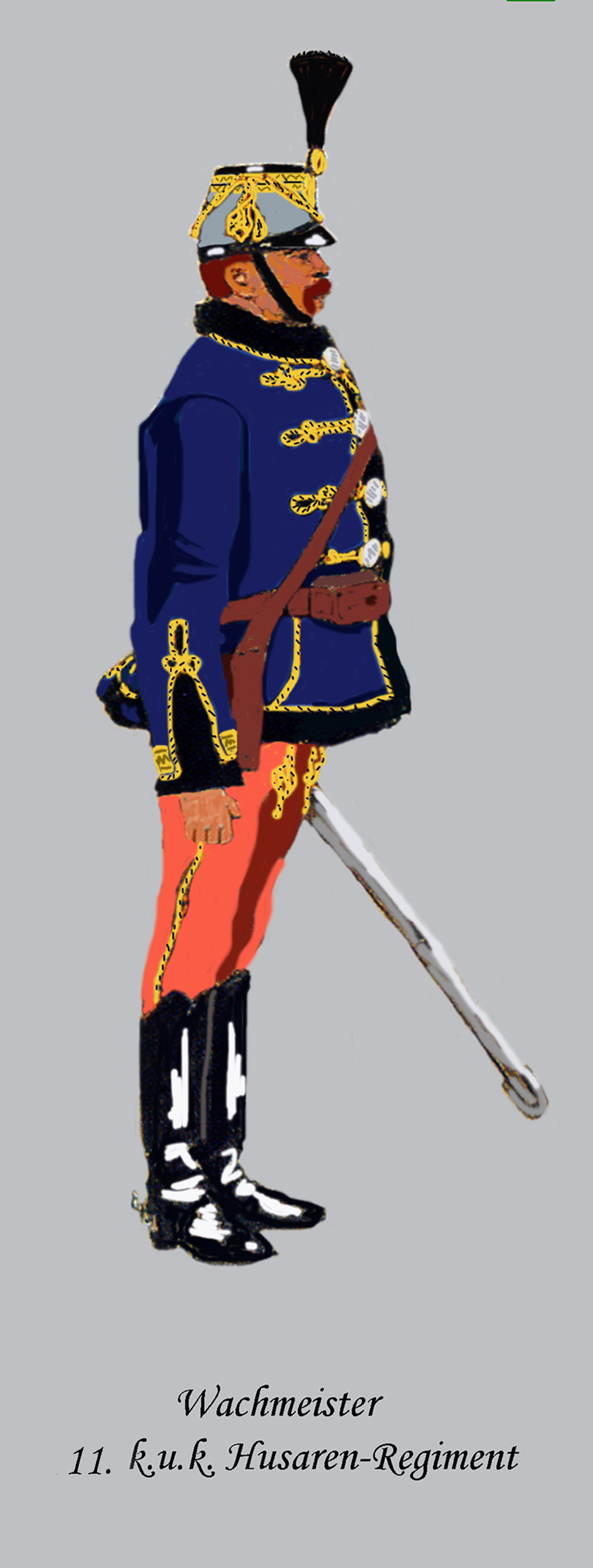
Wachtmeister des Regiments Nr. 11

- 1762–1851 als siebenbürgisches Szekler Grenzhusaren-Regiment ohne Inhaber
- 1850 Feldmarschalleutnant Alexander Prinz (ab 1877 Herzog) von Württemberg
- 1885–87 vakant
- 1887 Feldmarschalleutnant Joseph Prinz zu Windisch-Grätz

## Feldzüge

### Bayerischer Erbfolgekrieg
- 1778 zwei Divisionen kämpften mit der Hauptarmee in Böhmen, Gefecht bei Burkersdorf und Scharmützel bei Dittersbach
- 1779 Gefecht bei Braunau am Inn

- 1785 Teile des Regiments bei der Bekämpfung des Walachenaufstandes

### Russisch-Österreichischer Türkenkrieg (1787–1792)
- 1788 drei Divisionen der Arme des Prinzen Sachsen-Coburg zugewiesen. Gefechte bei Foksani, Belcestie (Belcești), Adjud. Die anderen Kompanien waren auf die Grenz-Pässe verteilt und nahmen an den Gefechten am Vulkan-Pass, am Bodzaer Pass (Buzău) und am Bulka-Pass teil
- 1789 Divisionsweise kämpft das Regiment in den Schlachten bei Foksani, Mărtinești und den Gefechten bei Valje-Mulieri, Dialu-Hontili, Kimpolung und am Bodzaer Pass
- 1790 in der Walachei bei der Belagerung von Giurgevo eingesetzt

→Koalitionskriege
- 1793 sechs Eskadronen kämpften am Oberrhein und nahmen an der Einnahme der Lauterburger Linien teil. Gefechte bei  Drusenheim, La Wantzenau, Hördt, Weyersheim und Bischweiler
- 1794 Hohe Verluste erleidet das Regiment in Gefechten bei Schwegenheim, Westheim und Schifferstadt
- 1795 Gefechte bei Heidelberg, Handschuhsheim, vor Mannheim, bei Frankenthal und Großfischlingen
- 1796 Gefechte bei Malsch, Bopfingen, Neresheim, Nürnberg, Würzburg, Kircheib und Mutterstadt
- 1797 Teile des Regiments im Gefecht bei Wiesbaden
- 1799 nach dem Frieden von Campo Formio zunächst in Garnison nach Mies in Böhmen gelegt. Danach Patrouillen- und Sicherungsdienste am Rhein
- 1800 Zwei Eskadronen stehen im Gefecht bei Nidda. Das Regiment verlegt zunächst in die Kurpfalz. Dann im Gefecht bei Bamberg
- 1805 Dem Korps Kienmayer zugeteilt führt das Regiment ein Nachhutgefecht bei St. Pölten. Teilnahme an der Schlacht von Austerlitz
- 1809 Kämpfe vor Sandomierz im Korps Erzherzog Ferdinand

### Befreiungskriege
- 1813 Im österreichisch-bayrischen Korps des General der Kavallerie Graf Wrede Kämpfe bei Hanau, Gefecht bei Ste. Croix
- 1814 Gefechte bei la Rothiere, Troyes, Bar-sur-Aube, Vandeuvre und bei Arcis-sur-Aube

### Herrschaft der Hundert Tage
- 1815 Patrouillen- und Sicherungsdienste am Rhein

### Revolution von 1848/49 im Kaisertum Österreich
- 1848 Drei Divisionen folgen dem Aufruf der ungarischen Sezessiosregierung und schlossen sich der Revolte an. Die Division des Majors Suini war bei der Fahne geblieben
- 1849 Die Division Suini kämpfte im Korps Puchner bei Hermannstadt, Stolzenburg, Salzburg, Piski, Mediasch, nahm dann am Rückzug in die Walachei teil und ging später erneut in die Offensive. Kämpfe bei Sepsi-Szent-György und Kászony-Ujfalu

### Sardinischer Krieg
- 1859 Mitte Juni nach Italien verlegt, Patrouillen- und Aufklärungsdienste bei Medole

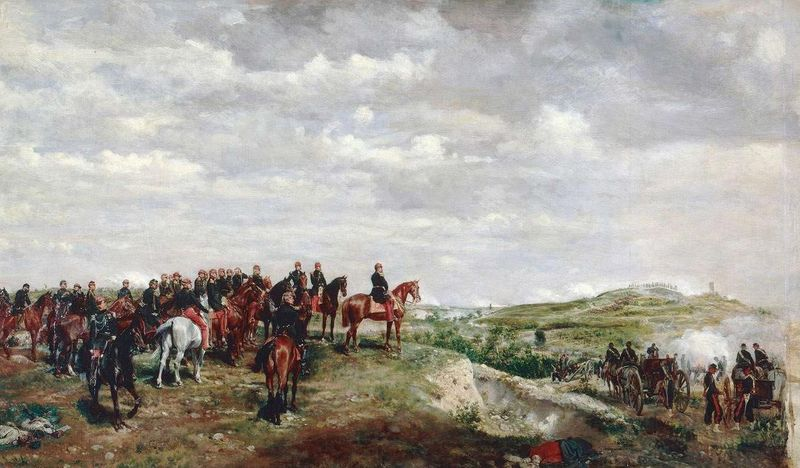
Gemälde des sardinischen Krieges

### Deutscher Krieg
- 1866 Das Regiment kämpft in Italien, vier Eskadronen mit Auszeichnung in der Schlacht bei Custozza, die fünfte Eskadron lag als Besatzung in Mantua. Rückzugsgefecht bei Versa

### Erster Weltkrieg
Im Ersten Weltkrieg wurden die Husaren auf unterschiedliche Weise verwendet. Sie kämpften zunächst im Regimentsverband kavalleristisch, aber auch auf allen Kriegsschauplätzen infanteristisch.
Nach der Proklamation Ungarns als eigenständiger Staat im Oktober 1918 wurden die ungarischstämmigen Soldaten von der Interimsregierung aufgerufen, die Kampfhandlungen einzustellen und nach Hause zurückzukehren. In der Regel wurde dieser Aufforderung Folge geleistet. Somit war der Verband seinem bisherigen Oberkommando, dem k.u.k. Kriegsministerium entzogen und konnte von diesem nicht demobilisiert und allenfalls theoretisch aufgelöst werden. Ob, wann und wo eine solche Auflösung stattgefunden hat, ist gegenwärtig nicht bekannt.

## Gliederung
Ein Regiment bestand in der Österreichisch-Ungarischen Kavallerie in der Regel ursprünglich aus drei bis vier (in der Ausnahme auch mehr) Divisionen. Jede Division hatte drei Eskadronen, deren jede wiederum aus zwei Kompanien bestand. Die Anzahl der Reiter in den einzelnen Teileinheiten schwankte, lag jedoch normalerweise bei etwa 80 Reitern je Kompanie.
Die einzelnen Divisionen wurden nach ihren formalen Führern benannt:
- die 1. Division war die Oberst-Division
- die 2. Division war die Oberstlieutenant (Oberstleutnant)-Division
- die 3. Division war die Majors-Division
- die 4. Division war die 2. Majors-Division

Im Zuge der Heeresreform wurden die, zu diesem Zeitpunkt aus drei Divisionen bestehenden Kavallerie-Regimenter ab 1860 auf zwei Divisionen reduziert.
Bis zum Jahre 1798 wurden die Regimenter nach ihren jeweiligen Inhabern (die nicht auch die Kommandanten sein mussten) genannt. Eine verbindliche Regelung der Schreibweise existierte nicht. (z. B. Regiment Graf Serbelloni – oder Regiment Serbelloni.) Mit jedem Inhaberwechsel änderte das betroffene Regiment seinen Namen. Nach 1798 galt vorrangig die nummerierte Bezeichnung, die unter Umständen mit dem Namen des Inhabers verbunden werden konnte.
Bedingt durch diese ständige Umbenennung sind die Regimentsgeschichten der österreichisch-ungarischen Kavallerie nur sehr schwer zu verfolgen. Hinzu kommt die ständige und dem Anschein nach willkürliche, zu Teil mehrfache Umklassifizierung der Verbände. (Zum Beispiel: Böhmisches Dragoner-Regiment „Fürst zu Windisch-Graetz“ Nr. 14)
- siehe: k.u.k. Husaren